# 南胶莱河
南胶莱河，也称胶莱南河，位于中国山东省东部，是胶莱河流入大沽河的河道，开凿于元代至元十七年（1280年），是为南粮北调接济京师而凿，1282年通航。今南胶莱河自平度市万家镇南姚家村东与北胶莱河分水，东南沿平度市与高密市边界进入胶州市，于胶东街道前店口村南穿过胶济铁路后汇入大沽河。全长30公里，流域面积1500平方公里。